# 이상훈 (소설가)
이상훈 (李相勳, 1959년 6월 26일 ~ )은 대한민국의 소설가이다.
경상남도 밀양에서 출생으로, 마산고등학교와 성균관대학교를 거쳐 서울대 행정대학원에서 수학했다. KBS 공채 PD로 방송에 입문하였으며, SBS 개국에 참여해 다수의 히트 프로그램을 만들고, 채널 A제작본부장으로 <이제 만나러 갑니다> 등 프로그램을 연출하며 종편 채널 개국을 진두지휘하였다. 그 후 동아방송예술대학교 교수로 재직하며 많은 글을 발표 했는데, 첫 에세이 시집 『고향생각』이 20만 부 이상 팔리면서 베스트셀러가 되어 현재 글로벌 OTT에서 드라마 준비 중이며, 국내 최고 뮤지컬 제작사 EMK에서 뮤지컬로 제작 중이다. 두 번째 소설 『제명공주』도 드라마 계약을 마쳤으며, 세 번째 소설 『김의 나라』는 제16회 류주현문학상을 수상하였다. 네 번째 소설 『테헤란로를 걷는 신라공주』는 드라마와 뮤지컬 제작을 추진하고 있다. 그리고 다섯 번째 소설 『칼을 품고 슬퍼하다』는 천재작가 최인호 역사소설의 맥을 잇고 있다는 찬사를 받았다. 그 외에 에세이집 『상식이 통하는 나라에 살고 싶다』, 『유머로 시작하라』, 『더 늦기 전에 부모님 손을 잡아드리세요』 등 스무 권에 가까운 책을 출간하였다.

## 경력
- 1986년: KBS 14기 공채 PD 입사

- 1991년: SBS CP
- 2011년: 채널A 예능교양본부 제작본부장
- 현 박스미디어 CCO

## 작품

### 장편소설
- 2014년: <한복 입은 남자>[1]
- 2018년: <제명공주 1>
- 2018년: <제명공주 2>
- 2020년: <김의 나라[2]>
- 2021년: <테헤란로를 걷는 신라공주>
- 2023년: <포검비(抱劍悲), 칼을 품고 슬퍼하다>